# Захер (готель)
Готель «Захер» (нім. Hotel Sacher) розташований у центрі Відня за будівлею Віденської державної опери. Заснований в 1876 році віденським кондитером Едуардом Захером, а після його смерті до 1929 року готелем керувала його дружина Анна Марія Захер. Готель славиться своєю кондитерською, де був створений торт «Захер».

## Історія
У 1876 році підприємець Едуард Захер придбав будівлю в стилі ренесанс, розташовану за Віденською державною оперою, і відкрив там готель Hotel de l'Opera, разом із рестораном. Будучи сином відомого автора торта «Захер» Франца Захера, Едуард швидко набув популярності як кондитер, й у результаті чого готель було перейменовано на «Захер».

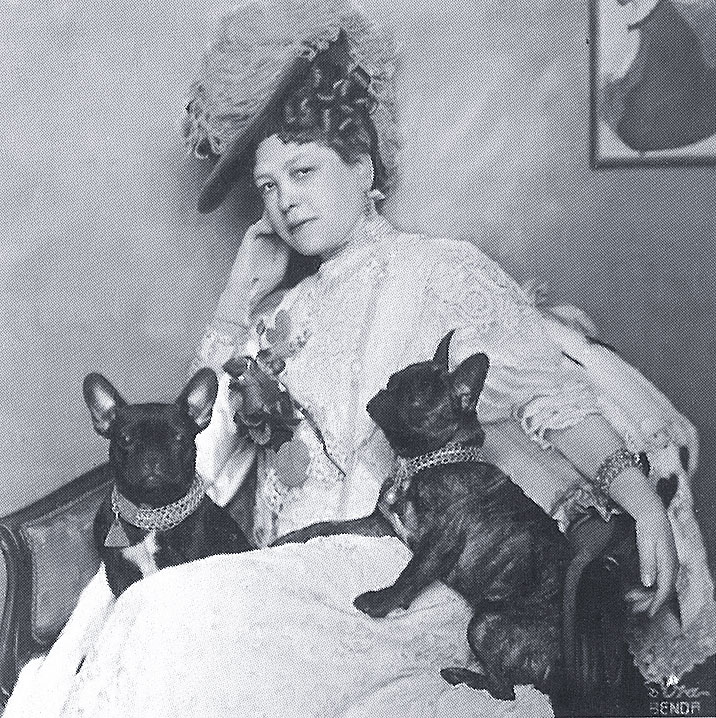
Анна Марія Захер, 1908 рік

### Роль Анни Захер у розвитку готелю
У 1880 році Едуард одружився з Анною Марією Фукс, двадцятиоднорічною дочкою віденського м'ясника, яка почала допомагати чоловікові в бізнесі, а після сильного погіршення здоров'я Едуарда повністю взяла на себе управління готелем. У 1892 році Едуард Захер помер, і його вдова продовжила займатися бізнесом. Меню і листи вона продовжувала підписувати ім'ям свого померлого чоловіка.
Для тогочасного суспільства Анна Захер була надзвичайно емансипованою жінкою. Вона з'являлася на публіці з сигарою і своїм улюбленцем — французьким бульдогом, якого віденці прозвали бульдог Захер. Анна Марія ввела соціальне страхування для своїх службовців, почала дарувати їм на Різдво подарунки і оплачувала перебування на курортах.
Із самого початку свого заснування готель «Захер» вважався одним із кращих місць Відня, а в 1871 році був зарахований постачальником Двору Імператора Австро-Угорщини. Після смерті Едуарда Захера його вдові також було повторно подаровано цей привілей.
Поступово, з успішним розвитком готелю, склалася традиція вечеряти в однойменному ресторані перед відвідуванням Опери. Таким чином, готель «Захер» став соціальною інституцією та одним із культурних осередків Відня.

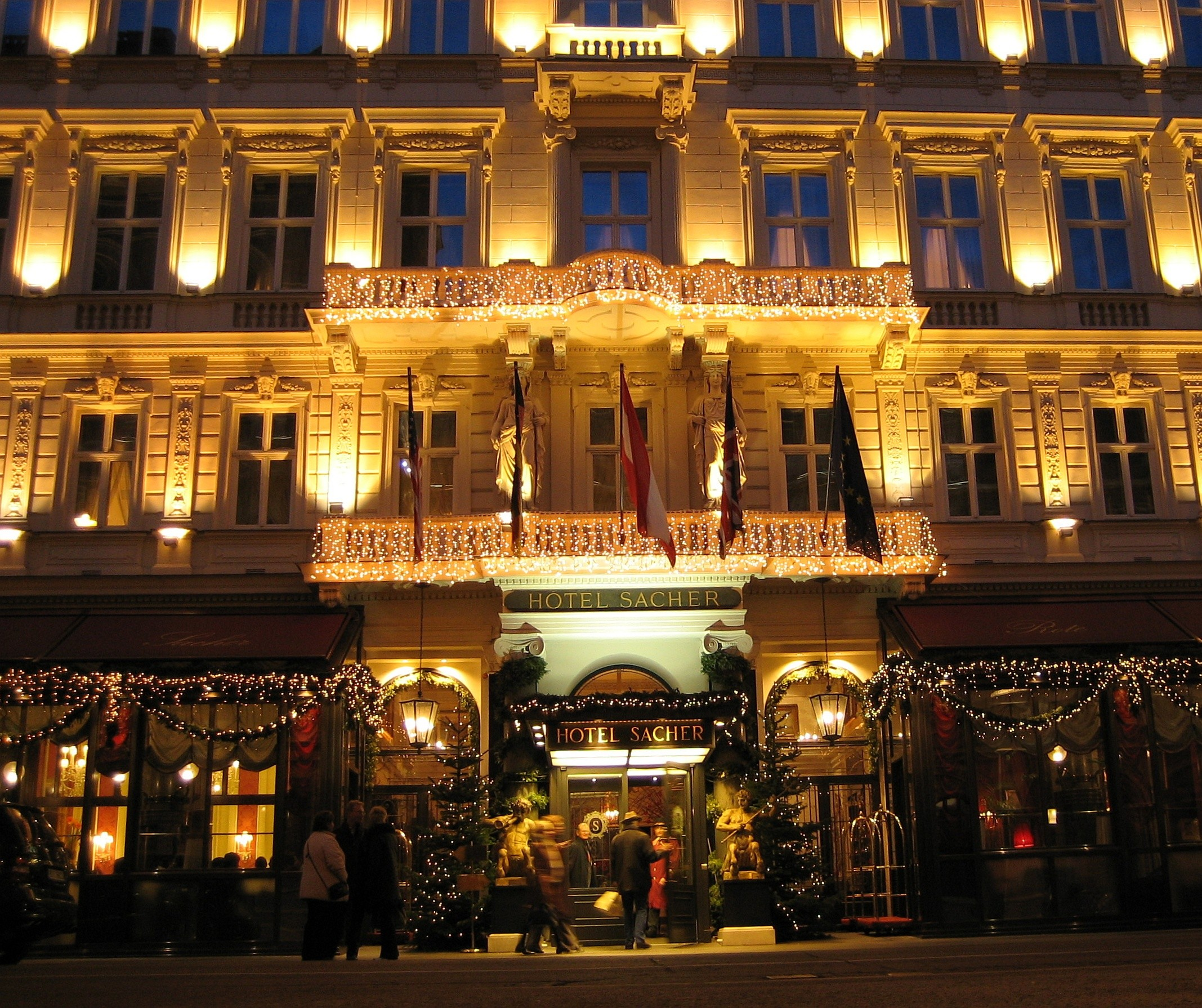
Центральний вхід до готелю «Захер» ввечері

У ресторані часто зустрічалися політики, високопоставлені посли і представники країн Європи, й невдовзі заклад став місцем, де вирішувалися долі народів Європи. У 1907 році в одній з кабінок відбулися переговори між прем'єр-міністром Угорщини Кальманом Селлем і Ернестом фон Кербером, в результаті яких була прийнята нова програма взаємовідносин Австрії та Угорщини.

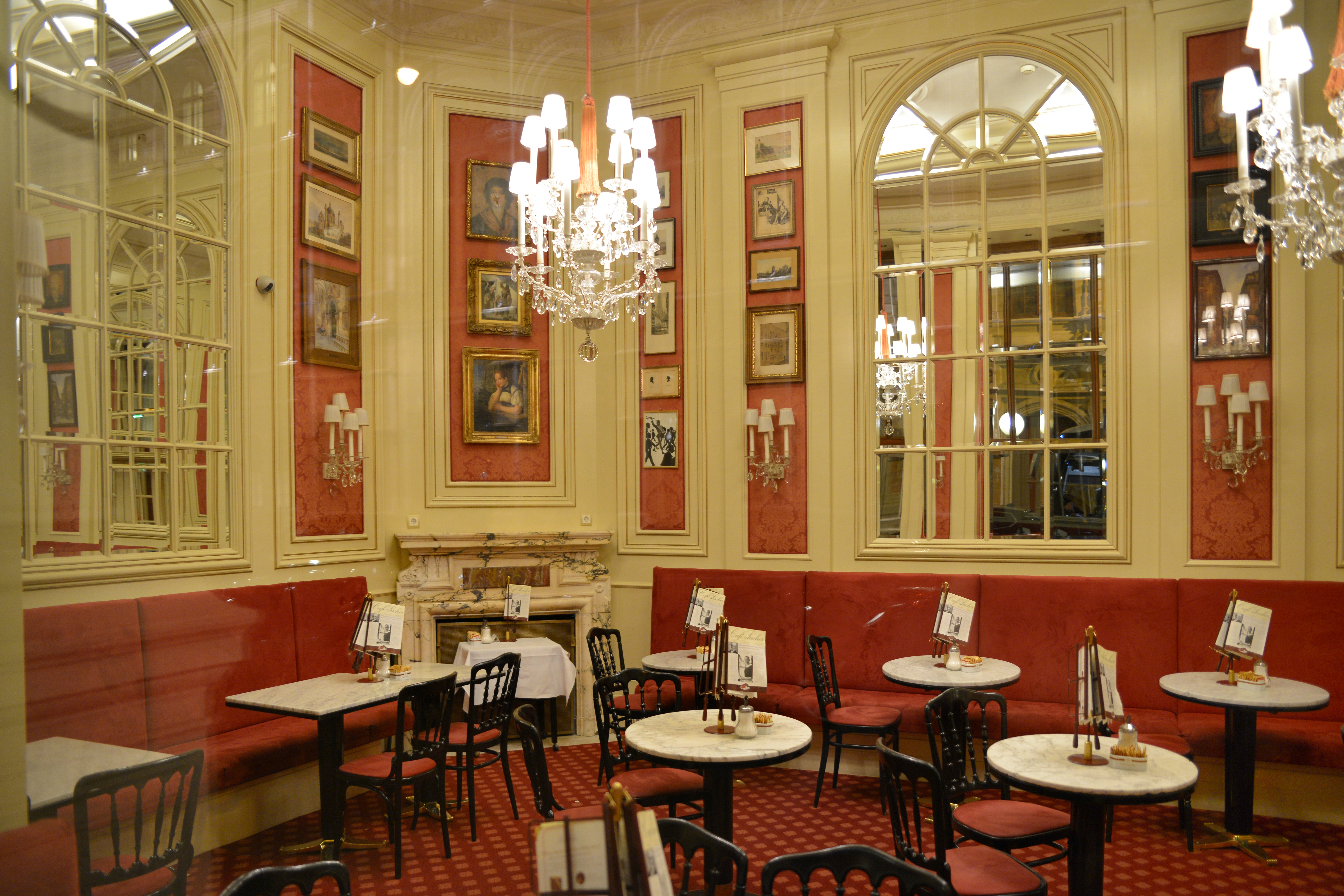
Кафе в готелі «Захер»

Анна Захер була однією з перших у Відні, яка забезпечила ресторан холодильником, а також розпорядилася побудувати зимовий сад, щоб поважні гості навіть взимку могли скуштувати свіжих фруктів.

### Банкрутство бізнесу
Проте, незважаючи на популярність готелю, все ж не вдалося уникнути економічних проблем, які виникли після Першої світової війни.
Незадовго до смерті в 1930 році Анна відійшла від бізнес-справ. Тільки після її смерті стало відомо, що готель загруз у боргах, а активів залишилося не так вже й багато. У 1934 році готель «Захер» було офіційно оголошено банкрутом.

### Нові власники
Адвокат Ганс Гюртлер з дружиною Польді і готельєри Йозеф і Анна Зіллери придбали покинутий будинок і реконструювали його на сучасному рівні, провівши системи опалення, електрики, гарячу і холодну воду в усі номери. Вперше торт «Захер» стали продавати не тільки в стінах готелю, а й на вулиці. Незабаром готель та ресторан знову стали улюбленим місцем зустрічей жителів Відня. Саме там пройшов бенкет з нагоди вінчання принцеси Ірми Віндішгрецької та князя Франца Вайкерсхаймского. Європейська аристократія під час відвідування Відня зупинялася в готелі «Захер», що зробило його знову місцем зустрічі аристократії, мистецтва і політики. Навіть король Великої Британії Едуард VIII був гостем готелю «Захер».
Анексія Німеччиною Австрії в 1938 році поклала цьому край. За час Другої світової війни будівля готелю практично не постраждала. Після звільнення Відня центр міста зайняли радянські війська, пізніше ця частина міста перейшла до рук британців.
У 1951 році Гюртлери і Зіллери отримали своє майно назад. До цього часу Йозеф Зіллер уже помер. Приміщення знову потребувало капітального ремонту. У 1962 році померла Анна Зіллер, і готель перейшов у повне володіння сім'ї Гюртлер.
У 1967 році готель «Захер» отримав державну нагороду і право комерційного використання державного герба. У 1970 році управління готелем взяв на себе Рольф Гюртлер, який незабаром помер в результаті нещасного випадку, а готель успадкував його син Петер. Пізніше, у 1989 році, П. Гюртлер купив ще й готель «Австрійський двір» у Зальцбурзі і перейменував його в Hotel Sacher Salzburg. Після смерті Петера в 1990 році управління сімейним бізнесом перейшло в руки його першої дружини Єлизавети Гюртлер-Маутнер, а після її смерті — до їхньої дочки Олександри.